# Hydroporus rufifrons
Hydroporus rufifrons is een keversoort uit de familie waterroofkevers (Dytiscidae). De wetenschappelijke naam van de soort is voor het eerst geldig gepubliceerd in 1776 door O.F.Müller.

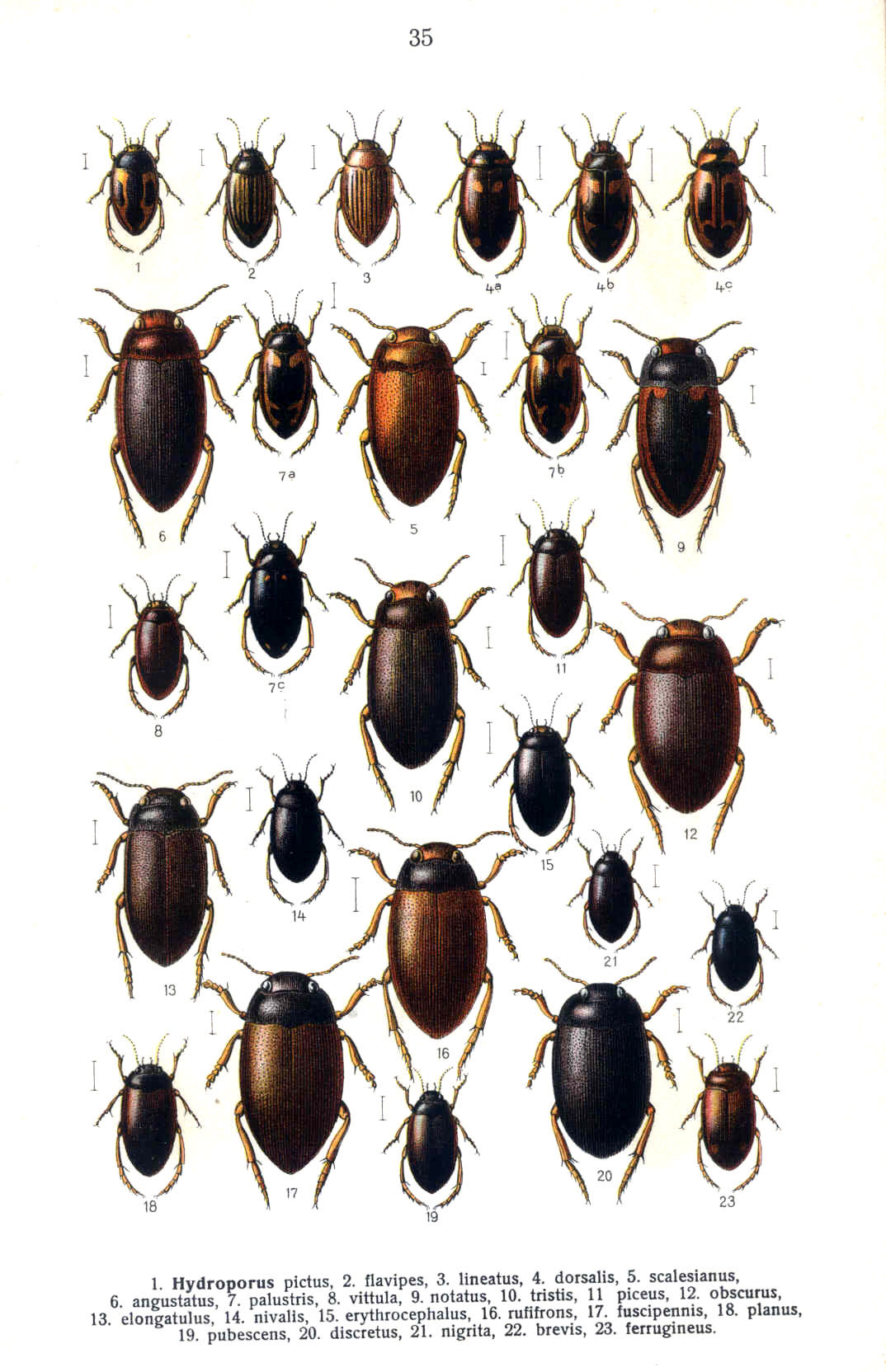